# Äskekärrsvatten
Äskekärrsvatten är en sjö i Orusts kommun i Bohuslän och ingår i Göta älv-Bäveåns kustområde. Vid provfiske har abborre, gädda, mört och sutare fångats i sjön.